# Green Low (Aldwark)
Green Low ist ein neolithisches (3400–2400 v. Chr.) Kammergrab (englisch chambered tomb) nördlich von Aldwark in Derbyshire in England. 
Die zu den „Derbyshire chamber tombs“ gehörende Anlage (wie Five Wells, Minninglow und das zerstörte Harborough Rocks) besteht aus den 0,9 bis 1,2 m hohen Resten eines Cairns von etwa 18,0 m Durchmesser mit einer offenliegenden Kammer von etwa 2,2 × 1,8 m und einem etwa 3,0 m langen, geraden Gang aus Trockenmauerwerk, der von einem gehörnten Vorplatz am südlichen Ende des Hügels ausgeht. Die Kammer und der am Ende durch große Kalksteinplatten begrenzte Gang haben die gleiche Breite. Ausgrabungen in den Jahren 1963–1964 haben gezeigt, dass das Grab absichtlich blockiert wurde, wobei der gepflasterte Vorplatz mit Kalksteinbrocken angefüllt wurde. Römische Keramik und Münzen deuten darauf hind, dass das Grab bereits in römischen Zeiten geplündert wurde.
Green Low Ringcairn (auch Bettfield Farm genannt) ist ein Ring Cairn in Slackhall in Derbyshire.